# Souad Abderrahim
Souad Abderrahim (ur. 16 grudnia 1964 w Safakisie) – tunezyjska polityk, pierwszy burmistrz Tunisu wybrany w wyborach powszechnych i pierwsza kobieta na tym stanowisku, z wykształcenia farmaceuta.

## Życiorys
Urodzona 16 grudnia 1964 r. w Safakisie. Ukończyła liceum w Khaznadarze. Absolwentka studiów farmaceutycznych w Monastyrze. Jako studentka zainteresowała się feminizmem, zaczęła działać politycznie i została przywódcą organizacji studenckiej. Po ukończeniu studiów w 1992 r. założyła firmę farmaceutyczną, co łączyła z wychowywaniem wraz z mężem dwójki dzieci. W czasie arabskiej wiosny w 2010 r. dołączyła do demonstrantów i zaangażowała się w pomoc prześladowanym opozycjonistom. Po zwycięstwie rewolucji kontynuowała działalność publiczną, m.in. 23 października 2011 r. jako niezależna kandydatka została wybrana do Zgromadzenia Konstytucyjnego z listy islamskiej partii Ennahda. W parlamencie została przewodniczącą komisji parlamentarnej ds. praw człowieka i wolności. Była także członkiem rady politycznej Ennahdy. Zdecydowała się ubiegać o urząd burmistrza stołecznego Tunisu. Początkowo była kandydatką niezależną, ale swoje poparcie zaproponowała jej Ennahda. 3 lipca 2018 r. Abderrahim odniosła zwycięstwo w wyborach, zostając 33. burmistrzem Tunisu.